# Toxoproctis coniochroa
Toxoproctis coniochroa är en fjärilsart som beskrevs av Bethune-Baker 1908. Toxoproctis coniochroa ingår i släktet Toxoproctis och familjen tofsspinnare. Inga underarter finns listade i Catalogue of Life.